# Panaphidini
Tribu
Synonymes
Myzocallidinae
Les Panaphidini forment une tribu d'insectes de l'ordre des hémiptères, de la super-famille des Aphidoidea (pucerons), de la famille des Aphididae et de la sous-famille des Calaphidinae.
La tribu compte deux sous-tribus : les Myzocallidina et les Panaphidina. Le genre-type est Panaphis.